# خروتشوفكا
خروتشوفكا (الروسية: Хрущёвка) أو Khrushchoby (الروسية: Хрущобы، tr. Hruščoby، معناها الحرفي «أحياء خروتشوف الفقيرة») هو اسم غير رسمي لنوع من الخرسانة اللوحية منخفضة التكلفة أو مبنى سكني من ثلاثة إلى خمسة طوابق تم تطويره في الاتحاد السوفيتي خلال أوائل الستينيات، في الوقت الذي كان فيه نيكيتا خروتشوف الذي يحمل الاسم نفسه يدير الحكومة السوفيتية. في بعض الأحيان يتم مقارنتها بمشاريع دانتشي اليابانية مشاريع إسكان مماثلة (غالبًا ما ترعاها الحكومة) من نفس الفترة والتي حسب بعض الروايات كانت مستوحاة منها بشكل مباشر.

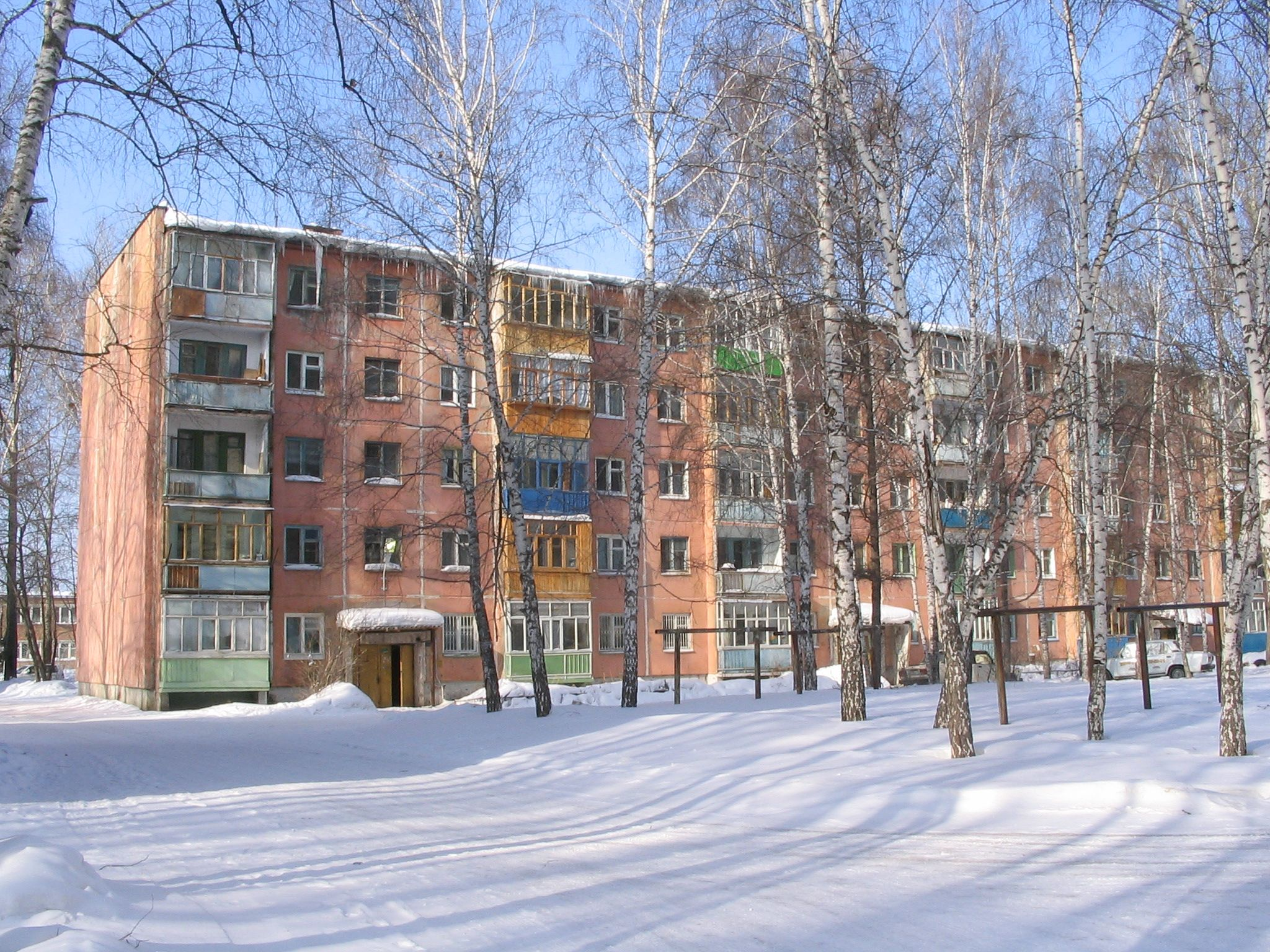
بناية خروتشوفكا لوحية في تومسك

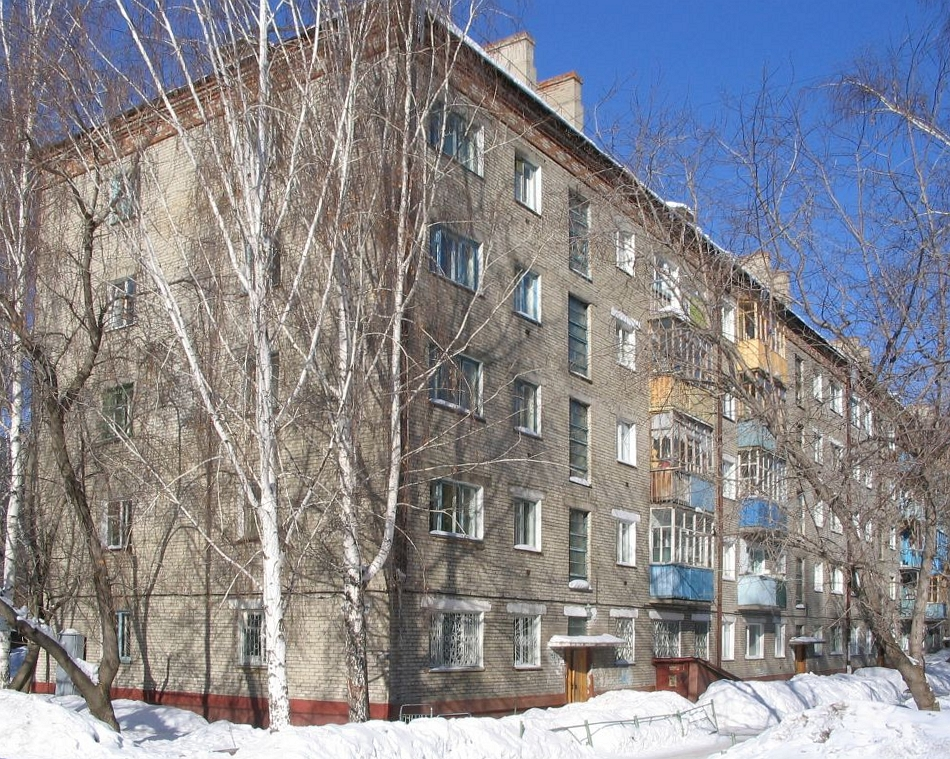
خروتشوفكا من الطوب في تومسك

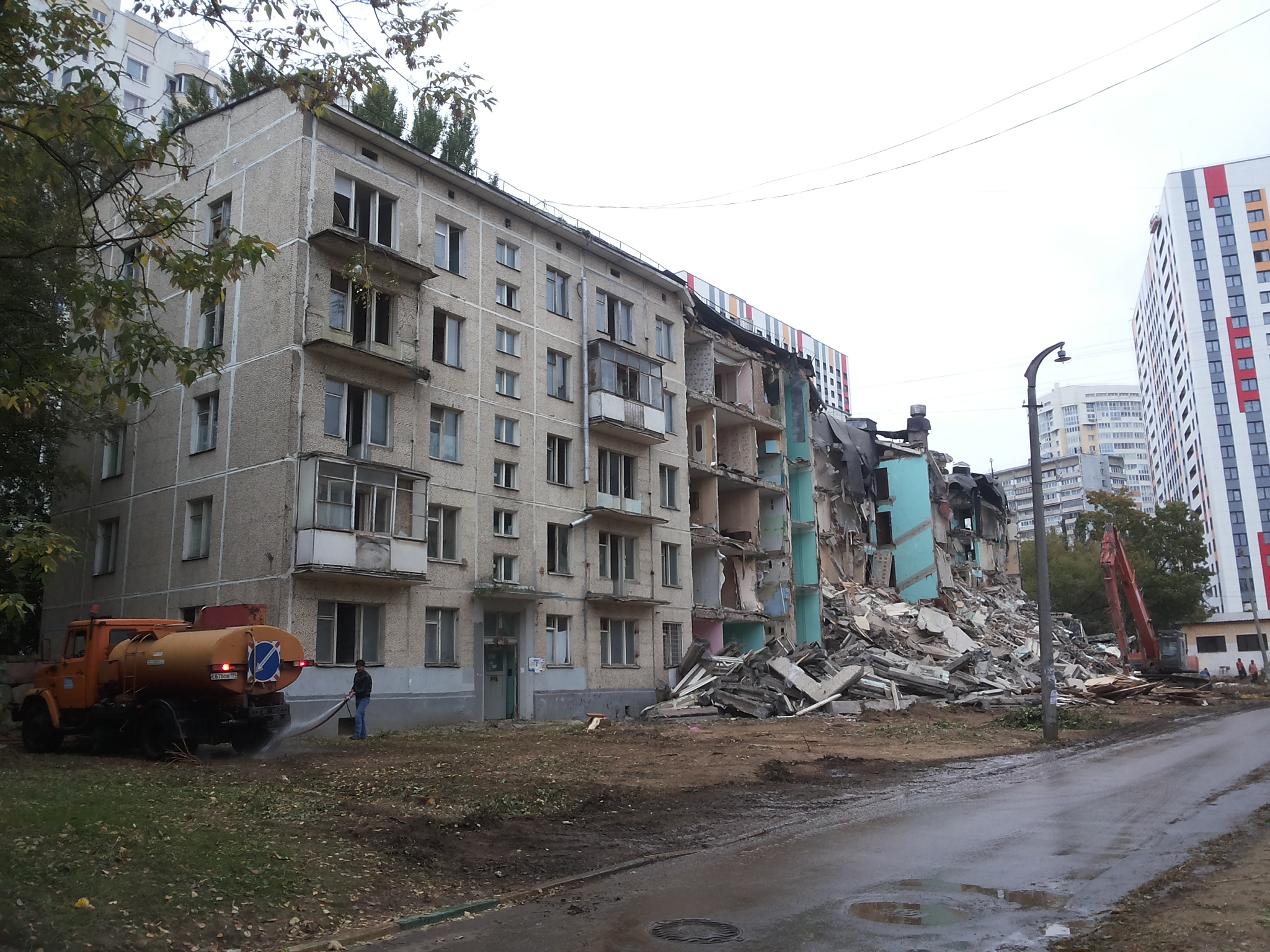
بناية خروتشوفكا مهدمة في موسكو

## التاريخ
البناء التقليدي كثيف العمالة والمشاريع الفردية بطيئة وغير قابلة للتطوير لتلبية احتياجات المدن المكتظة ولتخفيف النقص الحاد في المساكن وخلال 1947-1951م قام المهندسون المعماريون السوفييت بتقييم تقنيات مختلفة في محاولة لتقليل التكاليف ووقت الانتهاء. خلال شهر كانون الثاني (يناير) 1951، أعلن مؤتمر المهندسين المعماريين، الذي أشرف عليه خروتشوف (مدير الحزب في موسكو آنذاك)، أن التقنيات منخفضة التكلفة والسريعة هي هدف المهندسين المعماريين السوفييت.
تم إنشاء مصنعين للخرسانة في وقت لاحق في موسكو (بريسنينسكي، 1953 ؛ خوروشيفسكي، 1954). بحلول هذا الوقت، تم اختبار التصاميم التجريبية المتنافسة من خلال البناء الواقعي، واعتبرت الألواح الخرسانية الجاهزة الأفضل. تم تجاهل الاحتمالات الأخرى، مثل الخرسانة التي يتم انشاءها في الموقع، أو تشجيع البناء الفردي المنخفض الارتفاع.
خلال الفترة من 1954 إلى 1961، قام المهندس فيتالي لاغوتنكو، كبير المخططين في موسكو منذ عام 1956، بتصميم واختبار عملية البناء الصناعية على نطاق واسع، بالاعتماد على مصانع الألواح الخرسانية وجدول التجميع السريع. خلال عام 1961م، أصدر معهد لاغوتنيكو تصميم K-7 لمبنى مسبق الصنع مكون من 5 طوابق أصبح نموذجًا لمبنى خروتشوفكا. تم بناء 64000 وحدة (3,000,000 متر مربع (32,000,000 قدم مربع)) من هذا النوع في موسكو من عام 1961 إلى عام 1968 م.
في موسكو، أجبرت قيود المساحة على التحول إلى مبانٍ من 9 أو 12 طابقًا؛ تم الانتهاء من آخر 5 طوابق من مباني خروتشوفكا هناك خلال عام 1971. واصل بقية الاتحاد السوفياتي بناء مباني خروتشوفكا حتى سقوط الاتحاد السوفيتي، الملايين من هذه الوحدات الآن تجاوزت عمرها الافتراضي.

## التصميم
يمثل تصميم خروتشوفكا محاولة مبكرة للمباني الصناعية الجاهزة، مع عناصر (أو ألواح) مصنوعة في مصانع الخرسانة ونقلها بالشاحنات إلى مواقع البناء حسب الحاجة. اعتبر المخططون أن المصاعد مكلفة للغاية وتستغرق وقتًا طويلاً في البناء، وقد حددت معايير الصحة / السلامة السوفيتية خمسة طوابق على أنها أقصى ارتفاع لمبنى بدون مصعد. وبالتالي فإن جميع بنايات خروتشوفكا تقريبًا تتكون من خمس طوابق.
تتميز مباني خروتشوفكا بحمامات مشتركة. تم تقديمها مع مبنى بلوشايا كلوزاسكايا الحائز على جائزة زولتوفسكي لكن لاغوتينكو استمر في فكرة توفير المساحة، واستبدل أحواض الاستحمام ذات الحجم العادي بـ 120 سم (4 قدم) «حمامات جلوس» طويلة. تم نقل مقصورات الحمامات المكتملة، التي تم تجميعها في مصنع خوروشيفسكي، بالشاحنات إلى الموقع حيث تقوم أطقم البناء بإنزالها في مكانها وتوصيل الأنابيب. حتى أن بعض المنظرين فكروا في الجمع بين وظائف المرحاض ومغسلة الدش، ولكن تم تجاهل الفكرة. كانت المطابخ صغيرة، وعادة ما تكون 6 أمتار مربعة (65 قدمًا مربعة). كان هذا شائعًا أيضًا في العديد من المنازل الستالينية غير النخبوية، والتي كان بعضها يحتوي على غرف طعام مخصصة.

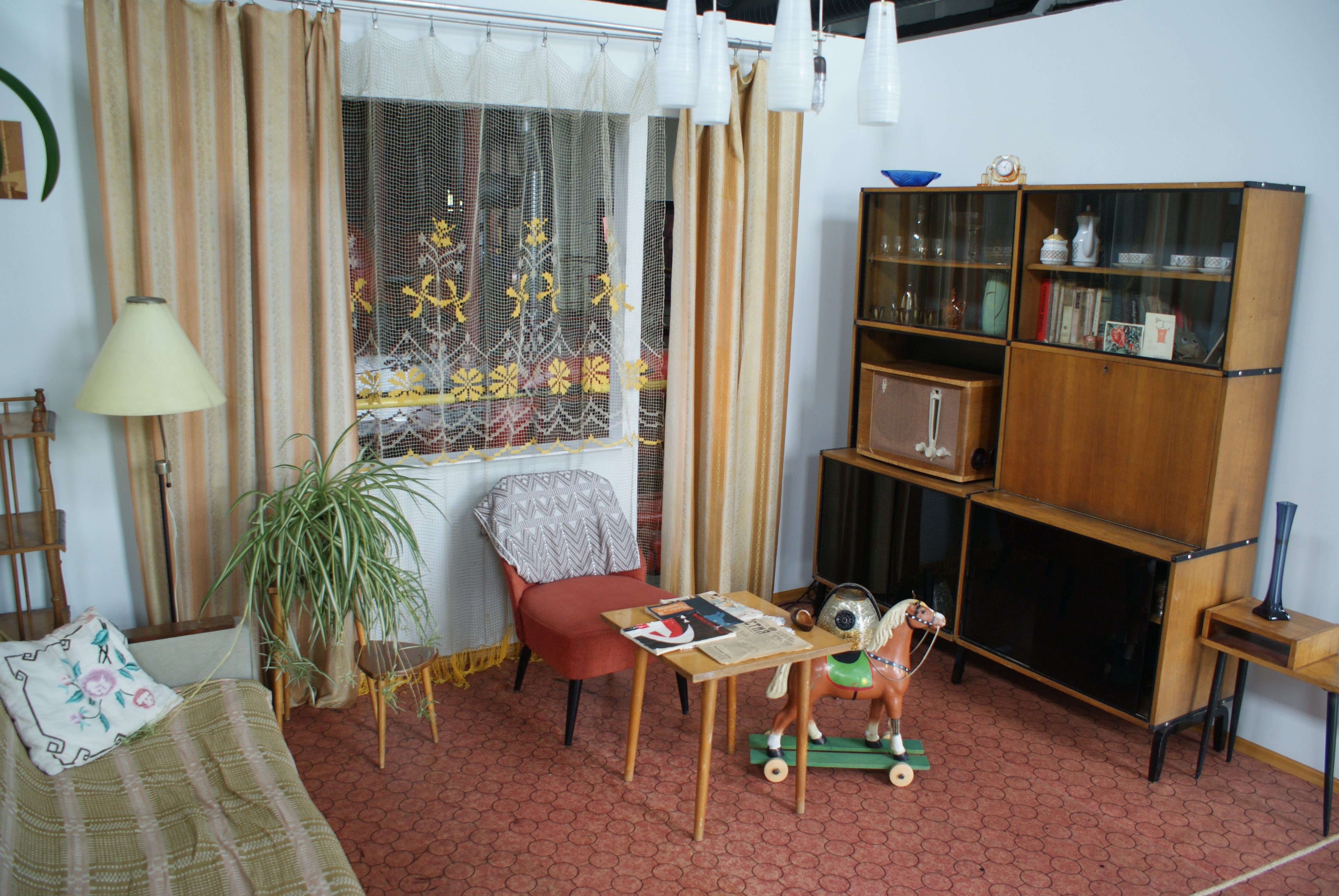
نسخة طبق الأصل من تصميم داخلي نموذجي في متحف فيلنيوس للطاقة والتكنولوجيا

تبلغ مساحة الشقق النموذجية من سلسلة K-7 ثلاثين مترا مربعا (323 قدمًا مربعة) (غرفة واحدة)، 44 م 2 (474   قدمًا مربعة) (غرفتين) و 60 م 2 (646 قدمًا مربعة) (ثلاث غرف)). أدت التصاميم اللاحقة إلى تقليل هذه المناطق الضئيلة. غرف K-7 «معزولة» بمعنى أنها تتصل جميعها بمدخل صغير، وليس ببعضها البعض. تم التخلص من التصميمات اللاحقة (П-35 وما شابهها) مع هذا «الحشو»: كان على السكان المرور عبر غرفة المعيشة للوصول إلى غرفة النوم. تم التخطيط لهذه الشقق للعائلات الصغيرة، ولكن في الواقع لم يكن من غير المعتاد لثلاثة أجيال من الناس العيش معًا في شقق من غرفتين.[بحاجة لمصدر] بعض الشقق بها غرفة تخزين «فاخرة». من الناحية العملية، غالبًا ما كانت تستخدم كغرفة نوم أخرى، وإن كانت بدون نوافذ أو تهوية.